# حصار شارع سيدني
كان حصار شارع سيدني (بالإنجليزية: Siege of Sidney Street)‏ معركة مسلحة في شرق لندن بين قوتي الشرطة والجيش معًا ضد ثوريَّيْن لاتيفيَيْن. حدث الحصار في يناير عام 1911، وعُرف أيضًا باسم معركة ستيبني. وقع الحصار في ظل سلسلة من الأحداث، التي بدأت في ديسمبر عام 1910، حيث تم التخطيط لسرقة متجر مجوهرات في هاوندزديتش في حي السيتي بلندن على يد عصابة من المهاجرين اللاتيفيين؛ مما أسفر عن مقتل ثلاثة رجال من الشرطة وإصابة اثنين آخرين ووفاة جورج جاردستين، زعيم عصابة اللاتفيين.
كشف التحقيق الذي أجرته قوتَي شرطة العاصمة وشرطة مدينة لندن، عن هوية شركاء جاردستين، الذين تم القبض على معظمهم في غضون أسبوعين. ولقد وردت إلى الشرطة معلومات عن اختباء آخر اثنين من أفراد العصابة في 100 شارع سيدني في ستيبني. أخلت الشرطة المنطقة من ساكنيها، وفي صباح يوم 3 يناير، بدأ إطلاق النار. لجأت الشرطة لمساعدة الجيش نظرًا لاستخدامها أسلحة دون المستوى. استمر الحصار لقرابة ست ساعات. وقبل نهاية المواجهة المسلحة، اشتعلت النيران في المبنى، ولم يُعرف سببًا لاشتعالها. وقد أصيب أحد المُحرضين في المبنى قبل اندلاع الحريق. وبينما كانت فرقة إطفاء الحريق في لندن تزيل الأنقاض، حيث وجدوا بها جثتين، انهار المبنى، ما أودى بحياة رجل الإطفاء، المشرف تشارلز بيرسن.
كان هذا الحصار الأول من نوعه الذي تلجأ فيه الشرطة للمساعدة العسكرية في لندن للتعامل مع المواجهة المسلحة. كما كان أيضًا أول حصار في بريطانيا تلتقطه كاميرات التصوير، حيث قامت باثي نيوز بتصوير الأحداث. اشتملت بعض اللقطات على صور وزير الداخلية آنذاك، ونستون تشرشل. وقد أثار وجوده جدلًا سياسيًا دار حول مدى اشتراكه في العملية. وبعد ذلك، وفي المُحاكمة التي أجريت لهؤلاء المعتقلين في مايو عام 1911، حُكم ببراءة جميع المتهمين سوى متهم واحد فقط. وألغت محكمة الاستئناف قرار الإدانة الوحيد لاحقًا. تم تصوير الأحداث في بعض الروايات وأفلام مثل فيلمي الرجل الذي عُرف أكثر من اللازم عام 1934 وحصار شارع سيدني عام 1960. وبمرور مائة عام على الأحداث، أُطلق اسم بيتر الرسام، أحد أفراد العصابة، الذي كان هناك احتمالية بعدم تواجده سواءً في هاوندزديتش أو شارع سيدني، على برجَيْن سكنيين في شارع سيدني. وتم إحياء ذكرى القتلى من رجال الشرطة ورجل الإطفاء الذين لقوا حتفهم برسم لوحات تذكارية لهم.

## خلفية

### الهجرة والخصائص السُكانية في لندن

خريطة 1900 ليهود شرق لندن، يُحيط بالخريطة من جهة اليسار موقع جرائم القتل في هاوندزديتش ويُحيط بها من جهة اليمين موقع 100 شارع سيدني. وقد تم تلوين الخريطة لتُوضح كثافة سكان اليهود في شرق لندن : يُمثل اللون الداكن والأزرق سكان اليهود، ومُعظمهم من الفقراء وأشباه المؤهلين أو غير المؤهلين.

كانت روسيا القيصرية خلال القرن التاسع عشر، موطنًا لما يقرب من خمسة ملايين يهودي، ويُعد هذا أكبر مجتمع يهودي في ذلك الوقت. وفي ظل الاضطهاد الديني والمذابح الوحشية، هاجر عدد كثير من اليهود؛ ووصل إلى المملكة المتحدة، وعلى الأغلب إلى إنجلترا، ما يقرب من 120.000 مُهاجرًا ما بين عامي 1875 و1914. بلغ التدفق ذروته في أواخر الثمانينات عندما استقرت أعداد هائلة من المُهاجرين اليهود في نهاية شرق لندن. بلغت كثافة المهاجرين اليهود في بعض المناطق نحو 100% تقريبًا. وأظهرت دراسة أجريت عام 1990، أن كلا من هاوندزديتش ووايت تشابل حيَّان لليهود مشهورَان بكثافتهما.
كان بعض المغتربين من الثوريين، وعجز الكثير منهم عن التأقلم مع الحياة في مدينة لندن التي كانت أقل قمعاً من الناحية السياسية. كتب المؤرخ الاجتماعي ويليام ج. فيشمان أن «اللاسلطويين المجانين، على الأغلب، تم قبولهم باعتبارهم جزء من المعالم الطبيعية للطرف الشرقي»؛ كان هناك تداخل في استخدام مُصطلحي اشتراكي ولاسلطوي في الصحافة البريطانية، حيث اسُتخدمت المُصطلحات بشكل مُتبادل لتُشير إلى الذين يُؤمنون بالمعتقدات الثورية. وصفت إحدى المقالات الرئيسية في صحيفة ذي التايمز منطقة وايت تشابل كواحدة من المناطق التي تأوي مجموعة من أسوء اللاسلطويين والمجرمين الذين يسعون إلى بلادنا المضيافة. وهؤلاء هم الرجال الذين استخدموا المسدس والسكين.
استمرت حرب العصابات مع بداية القرن في منطقتي وايت تشابل وألدغيت بلندن بين مجموعات من بيسارابيا ولاجئي أوديسا، وكانت الفصائل الثورية المُتنوعة نشطة في المنطقة. وكان أحد الأحداث، اعتداء توتنهام، الذي وقع في يناير 1909، والذي قام به الثوريان الروسيان في لندن- بول هيلفيلد وجاكوب ليبيدس- بمثابة مُحاولة للسطو على سيارة الرواتب، وأسفر هذا الحادث بدوره عن وفاة شخصيين وإصابة عشرين آخرين. واتبع الحدث تكتيكًا غالبًا ما استخدمته الجماعات الثورية في روسيا ألا وهو مصادرة الملكية الخاصة أو سرقتها لتمويل الأنشطة المتطرفة.
أدى تدفق المُهاجرين وارتفاع مُعدل الجرائم الوحشية المرتبطة بذلك، إلى إثارة تعليقات وقلق شعبي في الصحافة. وأصدرت الحكومة قانون الأجانب لعام 1905 في محاولة لتخفيض أعداد المهاجرين. وبدورها، عكست الصحافة الشعبية آراء الكثيرين في ذلك الوقت؛ حيث ساندت المقالة الافتتاحية في ذا مانشيستر إيفينينج كرونيكل مشروع القانون لمنع دخول الأجنبي القذر، الفقير، المعتل، الأجنبي، والمجرم الذي يُفجر نفسه على أراضينا. ويرى الكاتب الصحفي روبرت ويندر في دراسته للهجرة إلى بريطانيا أن القانون يضع عقوبة للخوف من ردود أفعال الأجانب التي قد تظل في سبات عميق.

### عصابة المُهاجرين اللاتفيين
بحلول عام 1910، كان يجتمع المهاجرون الروس بشكل منتظم في النادي الأناركي في شارع اليوبيل بستيبني. لم يكن الكثير من أعضائه لاسلطويين. وأصبح النادي مُلتقى شتات الروس المُهاجرين ومقرًا اجتماعيًا لهم، وكان مُعظمهم من اليهود. لم يكن جميع أعضاء مجموعة اللاتفيين الصغيرة، التي أصبحت مُتورطة في أحداث هاوندزديتش وشارع سيدني، من اللاسلطويين- على الرغم وجود الأدب اللاسلطوي فيما بعد بين ممتلكاتهم. وكان من المحتمل أن يكون أعضاء المجموعة هم الثوريون الذين تطرفوا من خلال تجاربهم في روسيا. فكان لجميعهم وجهات نظر سياسية يسارية مُتطرفة؛ حيث اعتقدواأن مُصادرة الملكية الخاصة مُمارسة مشروعة.
كان جورج جاردستين هو الزعيم المحتمل للمجموعة، الذي كان اسمه الحقيقي على الأرجح هو بولوسكي أو بولكا؛ حيث استخدم الأسماء المُستعارة، جارستين وبولوسكي وبولكا ومورونتزيف وموريميتز وموريفيتز وميلوويتز ومورينتز ومورين وليفي. وقد وُجهت إلى جاردستين، الذي كان من المُحتمل أن يكون لاسلطويًا، تُهمتي القتل والقيام بأعمال إرهابية في وارسو عام 1905، وكان ذلك قبل وصوله إلى لندن. وقد كان جاكوب أو ياكوف بيترز أحد الأعضاء الآخرين في المجموعة، وكان عنصرًا مُحرضًا في روسيا أثناء تواجده في الجيش، واشتغل بعد ذلك عاملًا بالمرفأ. وقد قضى مدة في السجن بسبب نشاطاته وتعرض للتعذيب بإزالة أظافره. وكان يُوركا دوبوف هو المحرض الروسي الآخر، الذي هرب إلى إنجلترا بعد أن جلده القوزاق. وكان فريتز سفارز أحد اللاتفيين الذين ألقت السُلطات الروسية القبض عليهم ثلاث مرات لارتكابه الجرائم الإرهابية، ولكنه كان يتمكن من الهرب في كل مرة. وقد سافر عبر الولايات المتحدة، حيث قام فيها بسلسلة من عمليات السرقة قبل أن يصل إلى لندن في يونيو عام 1910.
كان بيتر الرسام، لقبُ لشخص مجهول الهوية، وعضوًا آخرًا من أعضاء المجموعة؛ ومن المحتمل أنه كان يُدعى بيتر بياكتو (أو بياتكوف أو بجاكتوف أو بياكتوف) أو جانيز ذهاكليز.
 كتب برنارد بورتر، في رسم مُوجز في قاموس السير الوطنية، بأنه لم تُعرف التفاصيل المُؤكدة عن خلفية اللاسلطوي «وأنه ليس في... حقائق السيرة الذاتية التي تتعلق به... ما هو مُوثق تمامًا». كان ويليام (أو جوزيف) سوكلوف أو سوكلو أحد اللاتيفين، الذين تم القبض عليهم في ريجا عام 1905 بتهمتي القتل والسرقة؛ وكان ذلك قبل سفره إلى لندن. كان كارل هوفمان عضوًا آخرًا من أعضاء المجموعة، وكان اسمه الحقيق ألفريد ديزيروك، حيث كان متورطًا في الأنشطة الثورية والإجرامية لسنوات عدة بما في ذلك تهريب السلاح. وقد عمل من لندن كمُصمم ديكور. قدِم جون روزين –اسمه الحقيقي جون زيلن أو تزيلن- من ريجا إلى لندن عام 1909، واشتغل بالحلاقة، وكان ماكس سمولر أحد أفراد العصابة، والذي عُرف أيضاً باسم جو ليفي وجوزيف اليهودي. وكان مطلوب القبض عليه في مسقط رأسه بالقرم لقيامه بالعديد من عمليات سرقة المجوهرات.

### أعمال الشرطة في العاصمة
بعد صدور قانون شرطة العاصمة 1829 وقانون شرطة حي السيتي بلندن 1839، انتشرت بالعاصمة قوتي شرطة العاصمة، التي فرضت سيطرتها على معظم أجزاء العاصمة، وشرطة حي السيتي، التي كانت مسئولة عن تنفيذ القانون داخل حدود المدينة التاريخية. كانت أحداث هاوندزديتش، التي وقعت في ديسمبر عام 1910، من اختصاص دائرة مدينة لندن؛ بينما كانت الأعمال اللاحقة في شارع سيدني، التي وقعت في يناير عام 1911، من اختصاص قوة شرطة العاصمة. وكانت أعمال الدائرتين تخضع للسيطرة السياسية لوزير الداخلية، ونستون تشرشل، السياسي الصاعد الذي كان يبلغ من العمر 36 عامًا آنذاك.
أثناء قيام ضباط الشرطة بدورهم، أو في طور أداء مهامهم المعتادة، تم تزويد ضباط كل من قوتي حي السيتي والعاصمة بهراوة خشبية قصيرة فقط لحمايتهم. وعندما واجهوا خصمهم المسلح، كما كان الحال في شارع سيدني، تم تزويدهم بمسدسات ويبلي وبُكرة من طراز بريتش بلدغ وشوزنوبنادق عيار صغير مُزودة ب 0.22 أنبوب برميل موريس، حيث شاع استخدام الأخير في معارض الرماية بالأماكن المغلقة.

## جرائم قتل هاوندزديتش ديسمبر 1910

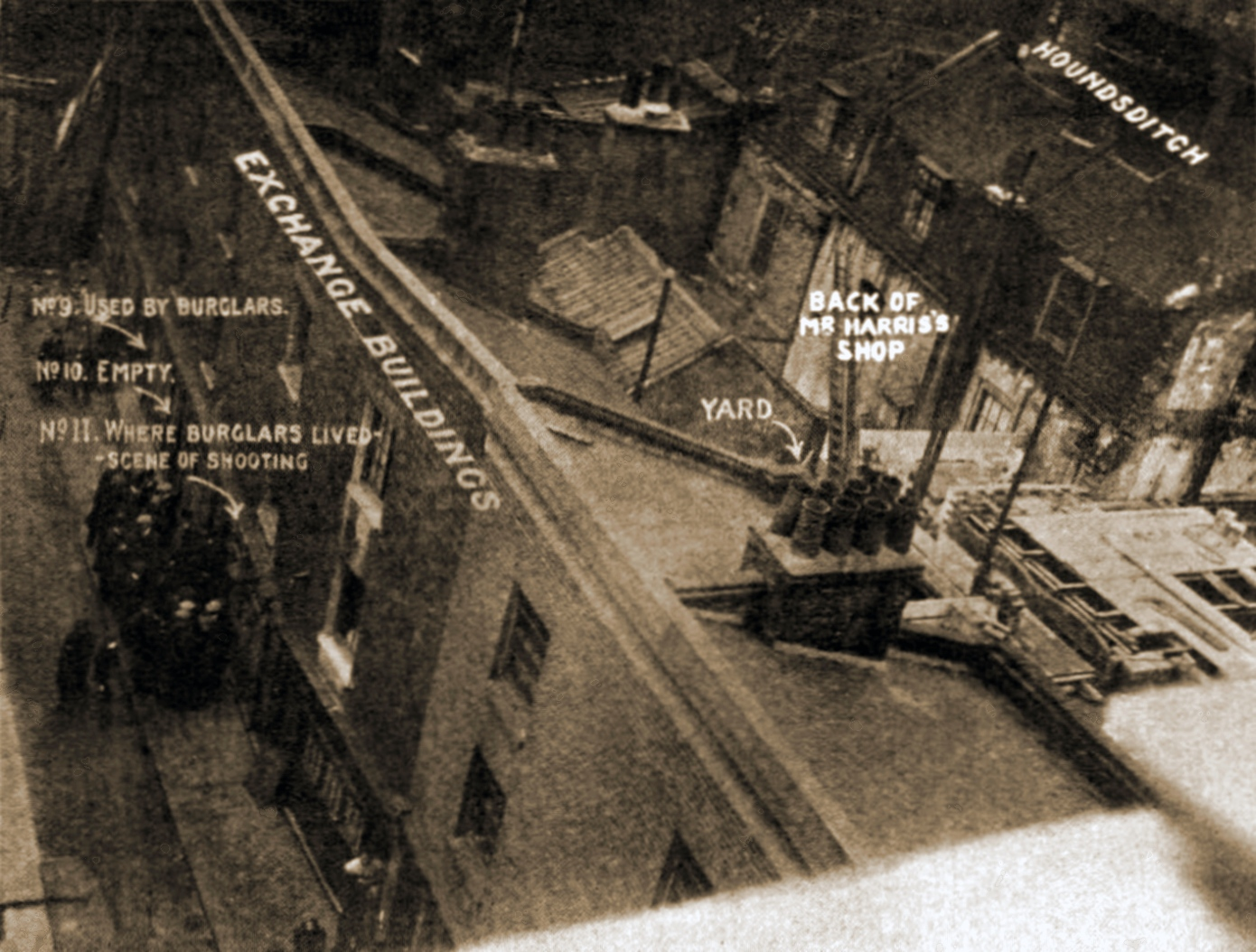
يُوضح مشهد السرقة مجموعة من رجال الشرطة في مباني الصرافة التي ترتكز على جبهة محل هاوندزديتش.

في أوائل شهر ديسمبر عام 1910، زار سمولر، مُستخدمًا اسم جو ليفي، مبانٍ الصرافة، ردب صغير ترتكز عليه عقارات هاوندزديتش. وأجر مبنى الصرافة رقم 11؛ وبعد مرور أسبوع، أجر سفارز مبنى الصرافة رقم 9 لمدة شهر، وصرح عن حاجته إليه للتخزين. فيما عجزت العصابة عن استئجار مبنى رقم 10، الذي كان يقع خلف هدفهم مُباشرة، 119 هاوندزديتش، وهو متجر المجوهرات الذي يمتلكه هنري صاموئيل هاريس. وقد شاع أن خزنة متجر المجوهرات كانت تحتوي على مجوهرات بقيمة تتراوح بين 20.000 و30.000 جنيه إسترليني. ولكن ذكر نجل هاريس، فيما بعد، أن إجمالى المبلغ كان حوالي 7.000 جنيه إسترليني فقط. وعلى مدار الأسبوعين التاليين، أحضرت العصابة قطع مختلفة من المعدات اللازمة، بما في ذلك خرطوم جاز مطاطي هندي طوله 60 قدم (18.25م) وإسطوانة غاز مضغوطة ومجموعة أدوات من بينها مثقاب ذو رأس من الماس.
باستثناء جاردستين، لم يتم التأكد من هوية أفراد العصابة، التي تواجدت في هاوندزديتش ليلة 16 ديسمبر عام 1910. يرى برنارد بورتر، في كتابته  قاموس السير الوطنية، أن سكولف وبيترز كانا مُتواجدين في هاوندزديتش، وفي جميع الاحتمالات، كان الاثنان من بين هؤلاء الذين أطلقوا النار على رجال الشرطة، الذين أوقفوا عملية السرقة التي كانوا يقومون بها. استبعد بوتر احتمال وجود بيتر الرسام في المبنى في تلك الليلة، فيما ارتأى الكاتب الصحفي ج بي إيدي أن سفارز كان من بين الموجودين. يعتقد دونالد رومبيلو، رجل الشرطة السابق الذي كتب تاريخ الأحداث، أن الذين تواجدوا في المبنى هم: جاردستين وسمولر وبيترز ودوبوف ومعهم مجموعة أخرى لتصحبهم عند ضرورة استمرار العمل في اليوم التالي، وكان من بين أفرادها سوكولو وسفارز. كما يعتقد رومبيلو أن هناك مجموعة ثالثة تواجدت على سبيل الاحتياط. وكانت تقيم في مسكن هوفمان، وكان من بين أفرادها هوفمان وروزن وأوسيب فيدروف، صانع أقفال عاطل عن العمل. كما يرى رومبيلو أيضًا أن بيتر الرسام ونينا فاسيليفا شهدا هذه الأحداث، سواء كانا يقومان بجولات تفقدية أو بمهام غير معروفة.
في 16 ديسمبر، بدأت العصابة، من خلال عملها من ساحة صغيرة خلف مباني الصرافة رقم 11، في اختراق الحائط الخلفي للمتجر رقم 10، الذي كان شاغرًا منذ يوم 12 ديسمبر. وفي حوالي الساعة 10:00 مساء هذا اليوم، وأثناء عودة ماكس ميل إلى منزله الكائن في 120 هاوندزديتش، ترامى إلى مسمعه صوت ضجيج غريب قادم من المبنى المُجاور. ووجد ويل الشرطي بيبر يقوم بدوره خارج منزله فأخبره عن الضجيج. عاين بيبر مبنى 118 و121 في هاوندزديتش، حيث كان يستطيع سماع الضوضاء، والتي ظن أنها ليست أمرًا غريبًا يستدعي التحقيق فيه أكثر من ذلك. وفي حوالي الساعة 11:00، طرق بيبر باب مبنى الصرافة رقم 11، المبنى الوحيد الذي توجد به إضاءة من الخلف. فُتح الباب خلسة فساور بيبر الشك في الحال. وحتى لا يثير بيبر قلق الرجل سأله: هل السيدة بالداخل؟ فأجابه الرجل بلغة إنجليزية ركيكة: إنها خارج المنزل فقال الشرطي أنه سيعود في وقت لاحق.

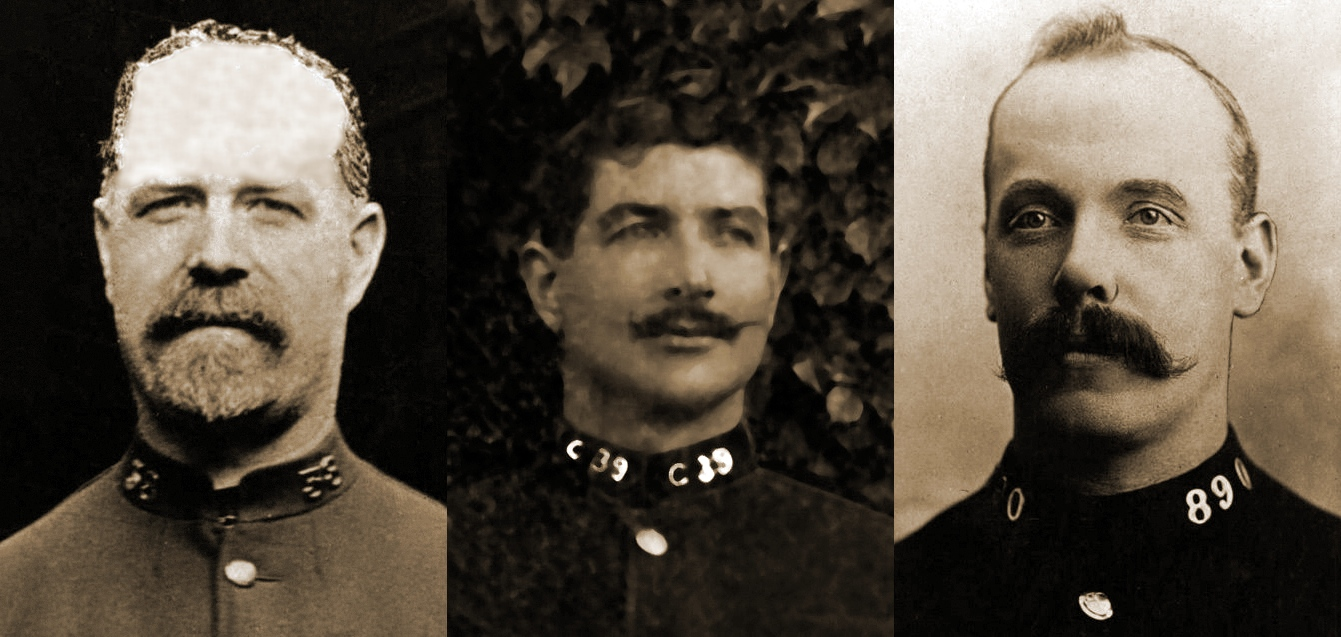
مصرع كل من الرقيبين توكر وبينتلي والشرطي تشووت في 16 ديسمبر 1910 أثناء آداء واجبهم.

ذكر بيبر أنه رأى، أثناء مغادرته لمبانٍ الصرافة، وفي طريقه إلى هاوندزديتش، رجلًا يتصرف بطريقة مريبة تحت ظلال الطريق المسدود. وعندما اقترب منه الشرطي، ابتعد الرجل؛ ووصفه بيبر بعد ذلك بأن طوله يبلغ حوالى 5 قدم 7 بوصة (1.70 م)، شاحب اللون ذو شعر أشقر. وعندما وصل بيبر هاوندزديتش رأى الشرطيين وودهامز وتشووت من المواقع المُجاورة، الذين راقبا 120 هاوندزديتش ومبنى الصرافة رقم 11 أثناء ذهاب بيبر إلى قسم شرطة بيشوبسجيت المُجاور ليقدم بلاغًا. وبحلول الساعة 11:30 تجمع بالمنطقة سبعة رجال من الشرطة يرتدون زيهم الرسمي وشرطيين بملابسهم المدنية، وكان كل منهم مُسلحًا بهراوة خشبية. طرق الرقيب بينتلي، من قسم شرطة بيشوبسجيت، مبنى رقم 11، حيث لم يكن يعلم أن بيبر قد قام بذلك مما لفت انتباه العصابة. فتح جاردستين، الذي لم يجب بينتلي عندما سأله عما إذا كان هناك أحد يعمل بالداخل، الباب. فسأله بينتلي أن يأتيه بشخص يتحدث الإنجليزية؛ ترك جاردستين الباب نصف مغلق واختفى بالداخل. دخل بينتلي الردهة بصحبة الرقيب براينت والشرطي وودهامز؛ وعندما استطاعوا رؤية أسفل ساق بنطاله، أدركوا على الفور بأن هناك شخص كان يراقبهم من أعلى الدرج. سألت الشرطة الرجل إذا كان يمكنهم التحرك نحو الجهة الخلفية من المبنى فأجاب الرجل بالإيجاب. وبينما كان بينتلي يتابع خطواته للأمام، فُتح الباب الخلفي وخرج منه شخص من أفراد العصابة، حيث تبادل إطلاق النار مع الشرطة. وبدأ الرجل الذي كان في أعلى الدرج يطلق النار أيضًا. أُصيب بينتلي في كتفه ورقبته. فيما أُصيب براينت في ذراعه وصدره وانجرح وودهامز في رجله جرحًا أدى بدوره إلى كسر عظمة الفخذ فتهاوى كلاهما على الأرض. ورغم نجاتهما، فلم يتعافى كل من براينت ولا وودهامز كليًا من إصابتهما.
بينما كانت تخرج العصابة من المبنى وتحاول الهرب من الطريق المسدود، تدخل آخرون من رجال الشرطة. أطلق بيترز النار على الرقيب تشارز توكر من شرطة بيشوبجيت، فأصيب برصاصتين إحداهما في الفخذ والأخرى في القلب، فلقي مصرعه في الحال. أمسك تشووت بجاردستين وتنازع معه للحصول على سلاحه، ولكن تمكن الروسي من إطلاق النار عليه في قدمه. أسرع آخرون من أفراد العصابة لنجدة جاردستين. وأطلقوا النار على تشووت اثنى عشر مرة في هذه العملية، ولكن أصيب جاردستين أيضًا. وعندما تهاوى رجل الشرطة على الأرض، قام شركاء جاردستين، ومن بينهم بيترز، بحمل جاردستين بعيدًا. وبينما كان يهرب هؤلاء الرجال حاملين جاردستين، بمساعدة امراة مجهولة الهوية، أوقفهم إسحاق ليفي، أحد المارة فهددوه مُصوبين السلاح نحوه. وكان هو الشاهد الوحيد الذي رآهم يهربون، وكان يمكنه الإدلاء بالتفاصيل الموثوق بها. وقد أكد شهود آخرين بأنهم رأوا مجموعة تتكون من 3 رجال وامراة وظنوا بأن أحد الرجال كان أثمل حيث كان يُساعده أصدقاؤه. وتوجهت المجموعة، التي كان من بين أفرادها بيترز، نحو منزلي سفارز وبيتر الرسام في 59 شارع جروف (شارع جولدرينغ حاليًا) من الطريق التجاري، حيث اعتنى بجاردستين اثنين من شركاؤه في العصابة، وهم لوبا ميلستين، عشيقة سفارز، وسارة تراسيجونزيكي. وعندما وضعوا جاردستين على السرير، ترك بيتر مسدس دريسي الخاص به تحت الفراش، سواءً فعل ذلك لجعل الأمر يبدو وكأن الرجل المُصاب هو من قتل توكر أو ليستطيع الدفاع عن نفسه ضد احتمال إلقاء القبض عليه.
وصل رجال شرطة آخرون إلى هاوندزديتش وبدأوا في إحضار المصابين. وٌضعت جثة توكر في سيارة أجرة ونٌقل إلى مستشفى لندن، مستشفى لندن الملكي حاليًا، في طريق وايت تشابل. ونُقل تشووت هناك أيضًا، حيث أُجريت له عملية ولكنه فارق الحياة في 17 ديسمبر الساعة 5:30 صباحًا. ونُقل بينتلي إلى مستشفى سانت بارثولوميو، وقد كان شبه فاقد للوعي عند وصوله إلى المستشفى، ولكنه تعافى لدرجه تُمكنه من الحديث مع زوجته الحامل والإجابة على أسئلة تتعلق بالحادثة. ساءت حالته في 17 ديسمبر الساعة 6:45 مساءً وفارق الحياة في الساعة 7:30. ولا يزال مصرع كل من توكر وبينتلي وتشووت يُمثل أحد أكبر جرائم القتل المُتعددة لضباط الشرطة التي حدثت في بريطانيا وقت السلم.

## التحقيق: 17 ديسمبر 1910- 2 يناير 1911

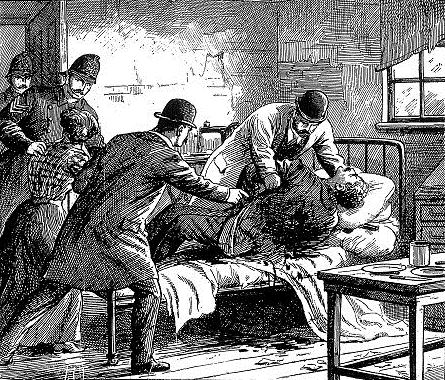
عثور الشرطة على جثة جاردستين، كما ظهرت في.

أبلغت شرطة مدينة لندن شرطة العاصمة، بناءً على طلب البروتوكول. وصرفت دائرتا الشرطة مسدسات دوارة للمُحققين المُشاركين في عملية البحث عن المُتهمين. وكان التحقيق اللاحق يُشكل تحديًا أمام الشرطة نظرًا للاختلافات الثقافية بين شرطة بيرطانيا والعدد الهائل من السكان الأجانب الذي يقطن في المنطقة التي يُغطيها البحث. لم يكن بقوات الشرطة أي مُتحدثين روس أو لاتيفيين أو يديشيين.
في الساعات الأولى من صباح يوم 17 ديسمبر، ساور كل من ميلستين وتراسيجونزيكي قلقًا مُتزايدًا بسبب سوء حالة جاردستين، فأرسلوا إلى طبيب المنطقة، ووضحوا له أن مريضهم قد أصابه صديق لهم بالخطأ. اعتقد الطبيب أن الرصاصة ما زالت في الصدر، ولكنه اكتشف بعد ذلك أنها كانت تلامس البطين الأيمن للقلب. أراد الطبيب أن يأخذ جاردستين إلى مستشفى لندن ولكنه عدل عن رأيه. وعندما لم يجد الطبيب مفرًا أمامه، باع لهم مُسكن للألام وغادر. وبحلول الساعة 9:00 صباح هذا اليوم، فارق الروسي الحياة. عاد الطبيب في الساعة 11:00 صباحًا فوجد الجثة. لم يكن الطبيب على مسمع بأحداث مبانٍ الصرافة التي وقعت في الليلة الماضية، ومن ثم بلغ الطبيب الشرعي بحالة الوفاة ولم يبلغ الشرطة بذلك. وفي منتصف اليوم، بلغ الطبيب الشرعي عن حالة الوفاة للشرطة المحلية التي توجهت بقيادة مفتش شعبة المباحث، فريدريك وينسلي، نحو شارع جروف واكتشف الجثة. كانت تراسيجونزيكي في الغرفة المُجاورة، عندما دخلت الشرطة فسرعان ما وجدتها تحرق الأوراق بسرعة؛ ألقت الشرطة القبض عليها وأُخذتها إلى مقر الشرطة في حي اليهود القديم. كان العديد من الأوراق الذي تم استردادها يربط المشتبه بهم بالطرف الشرقي، وخاصة بالجماعات اللاسلطوية النشطة في المنطقة. وبعد ذلك، عمل الضابط وينسلي، الذي كان على معرفة واسعة بمنطقة وايت تشابل، كضابط الاتصال بقوة مدينة لندن خلال التحقيقات.
نُقلت جثة جاردستين إلى المشرحة المحلية، حيث تم بها تنظيف وجهه وتمشيط شعره وفتح عينه والُتقطت صورة له. وتم نشر الصورة ومواصفات الذين ساعدوا جاردستين على الهروب من مبانٍ الصرف على ملصقات باللغة الإنجليزية والروسية تطلب من سكان المنطقة الإفادة بالمعلومات. قام حوالي 90 محقق بالبحث المُكثف في الطرف الشرقي ونشروا التفاصيل التي تتعلق بمن يبحثون عنهم. بلغ أحد الملاك بالمنطقة، إسحاق جوردون، عن ساكن يقطن عنده، نينا فاسيليفا، بعد أن أخبرته أنها كانت ممن يقطنون بمبانٍ الصرف. استجوب وينسلي المرأة، التي وُجد بغرفتها منشورات لاسلطوية بالإضافة إلى صورة جاردستين. بدأت تتوافد المعلومات من عامة الشعب وشركاءالمجموعة: في 18 ديسمبر أُلقي القبض على فيدروف بمنزله. وفي 22 ديسمبر، أُلقى القبض على كل من دوبوف وبيترز.

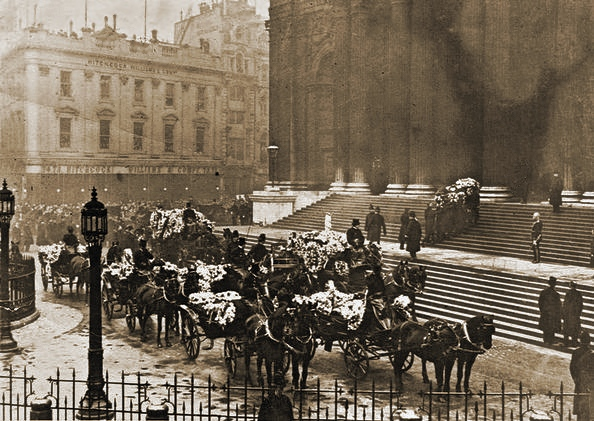
حفل تأبين بكاتدرائية القديس بولس لكل من توكر وبينتلي وتشووت في 23 ديسمبر 1910.

في 22 ديسمبر، أقيم حفل تأبين عام لكل من توكر وبينتلي وتشووت بكاتدرائية القديس بولس. قام إدوارد ويلنجتون، الخادم المُترقب، بتمثيل الملك جورج الخامس. كما حضر أيضًا تشرشل وعمدة لندن. صدمت الجريمة مُواطني لندن وأظهر الحفل صدق مشاعرهم. انتظر ما يقدر بنحو 10 الآف شخص في المناطق المُحيطة بالقديس بولس. وأُغلقت الكثير من الأعمال التجارية في المنطقة إظهارًا للاحترام. وتوقفت بورصة لندن المُجاورة عن التجارة لمدة نصف ساعة مما سمح للتجار والموظفين بمشاهدة الموكب على طول شارع ثريدنيدل. وبعد إقامة الحفل، وبينما كانت تُنقل الأكفان إلى المقابر في مسيرة قطعت ثمانية أميال (13 كيلو متر)، اصطف بالطريق، كما أشارت التقديرات، حوالي 750.000 شخص يرمي الكثير منهم الزهور على سيارات دفن الموتى عند مرورهم.
قدم مركز شرطة بيشوبسجيت عرضًا للتعرف على هوية المشتبه بهم في 23 ديسمبر. وبدوره، تعرف إسحاق ليفي، الذي رأى المجموعة تُغادر مبانٍ الصرف، على بيترز ودوبوف لأنهم الشخصان اللذان رآهم يحملون جاردستين. كما ثبُت أيضًا تواجد فيدروف في الأحداث. وفي اليوم التالي، مثل كل من فيدروف وبيترز ودوبوف أمام محكمة قسم جويلدهول حيث وُجهت إليهم تُهم التورط في قتل رجال الشرطة الثلاث والتآمر على سرقة متجر المجوهرات. وأنكر المُتهمون الثلاثة التُهم المُوجهة إليهم.
في 27 ديسمبر، شاهد مالك المبنى، الذي عُلق عليه ملصق يحمل صورة جاردستين، الصورة فبلغ الشرطة. زار وينسلي وزملاؤه المسكن الكائن بشارع جولد بستيبني ووجدوا به سكاكين وبندقية وذخيرة وجوازات سفر مزورة ومنشورات ثورية. وبعد مرور يومين، عُقدت جلسة أخرى في محكمة قسم جويلدهول. وحضرت كل من ميلستين وتراسيجونزيكي في قفص الاتهام، بالإضافة إلى فيدروف وبيترز ودوبوف. ونظرًا لوجود بعض المُتهمين الذين يتحدثون اللغة الإنجليزية بمستوى ضعيف تمت الاستعانة بالمترجمين خلال المرافعات. وفي نهاية اليوم، أُجلت القضية إلى يوم 6 يناير عام 1911.
في يوم رأس سنة الميلادية 1911، تم العثور على جثة ليون بيرون، مُهاجر يهودي روسي، في كلفام كومون بجنوب لندن؛ حيث تعرض للضرب المُبرح وأُصيب بجرحين على وجنتيه على شكل حرف س بطول 2 بوصة. وربطت الصحافة القضية بجرائم القتل التي وقعت بهوندزديستش والأحداث اللاحقة بشارع سيدني، رغم عدم وجود الأدلة الكافية على هذا الارتباط في هذا الوقت. وحصل المؤرخ ف.ج كلارك، في تسجيله لتاريخ الأحداث، على معلومات من شخص آخر من لاتيفيا، الذي صرح بأن سبب قتل بيرون لا يرجع إلى أنه كان المُخبر الذي قام بنقل المعلومات، ولكن يرجع ذلك إلى أنه كان يعتزم نقل المعلومات. وقد كان هذا الأمر فقط بمثابة ضربة احترازية لإثارة الرعب في سكان المنطقة حتى لا يبلغُون عن اللاسلطويين.
أثبتت الملصقات التي تحمل صورة جاردستين فعاليتها. وفي مساء ليلة رأس السنة، قدم شخص من العامة للإفادة بمعلومات تتعلق بسفارز وسكولوف. وأخبر المُبلغ الشرطة بأن رجال العصابة كانوا يختبئون في 100 شارع سيدني إلى جانب المستأجرة بيتي جيرشون، التي كانت عشيقة سكولوف. وعزم المُبلغ بالذهاب إلى المبنى في اليوم التالي ليتأكد من أن الرجلين ما زالا بالمكان. وانعقد اجتماع بعد ظهر يوم 2 يناير لتحديدالخطوات القادمة. حضر الاجتماع كل من وينسلي وكبار ضباط قوة العاصمة والسير ويليام نوت-بور، مُفوض بشرطة المدينة.

## أحداث 3 يناير

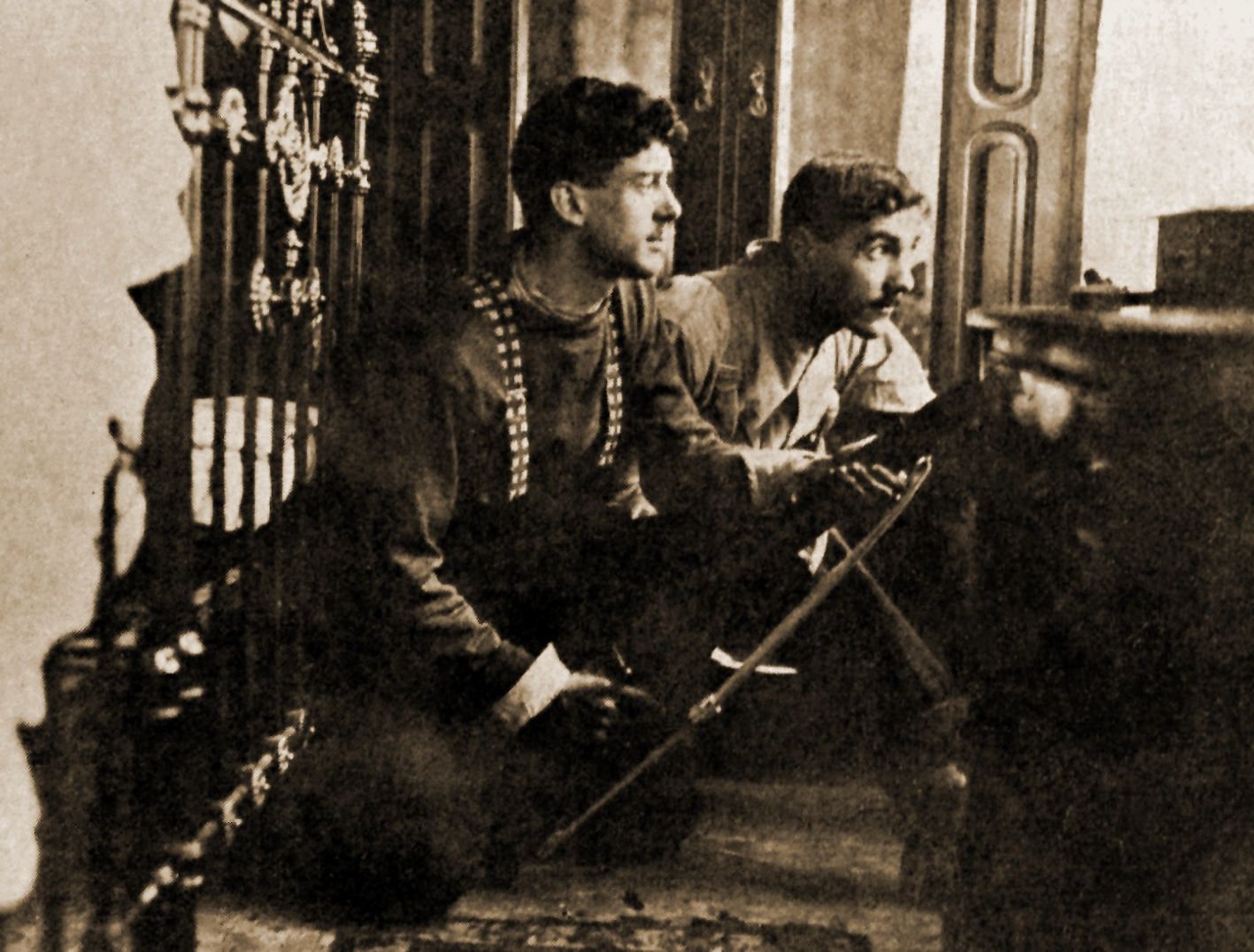
يقول التعليق التوضيحي لصحيفة لندن المصورة:.

طوق 200 ضابط شرطة من قوتي مدينة لندن والعاصمة المنطقة المُحيطة بـ100 شارع سيدني مُباشرة بعد منتصف ليلة 3 يناير. واتخذ الضباط المُسلحون مواقعهم في مبنى رقم 111، وهو المبنى المُقابل مُباشرة لمبنى رقم 100، وفي أثناء الليل، تم إيقاظ سكان المنازل بالمبنى وإخلائه. أيقظ وينسلي مُستأجري الطابق الأرضي بالمبنى رقم 100 وطلب منهم إحضار جيرشون مُدعيًا أن زوجها المريض في حاجة إليها. وعندما حضرت جيرشون ألقت الشرطة القبض عليها وأخذتها إلى مقر شرطة مدينة لندن. وتم إخلاء سكان الطابق الأرضى أيضًا. وأصبح الطابق الأرضي خاليًا من جميع قاطنيه حينذلك باستثناء سفارز وسكولوف، وعلى ما يبدو أنه لم يكن أيُّ منهما على دراية بعملية إخلاء المبنى.
كانت إجراءات العمل الخاصة بالشرطة، والقانون الذي حكم أفعالهم، تُوضح أنهم كانوا عاجزين عن إطلاق النار ما لم يبادر خصمهم بإطلاق النار عليهم. وهذا كان يعني، بالإضافة إلى طبيعة هيكل البناء الذي كان به درج ضيق متعرج يتحتم على الشرطة صعوده، أن أي طريقة تتبعها أفراد العصابة تُعتبر مُحاولة مُحفوفة بالمخاطر يصعب عليها اجتيازها. وكان من المُقرر الانتظار حتى الفجر قبل إتخاذ أي إجراء. وفي حوالي الساعة 7:30 صباحًا، طرق رجل الشرطة باب مبنى رقم 100، حيث لم يجيبه منه أحد، ومن ثم تم إلقاء الحجارة على النافذة لإيقاظ الرجال. ظهر سفارز وسكولوف من النافذة وأطلقوا النار على الشرطة. أُصيب رقيب شرطة في صدره ونُقل وسط إطلاق النار عبر الأسطح وأُخذ إلى مستشفى لندن. وتبادل معهم بعض ضباط الشرطة إطلاق النار، ولكن كانت الأسلحة تُصيب الهدف على بعد مسافات قصيرة فقط، وأثبتت عدم فعاليتها ضد الأسلحة الألية المُتقدمة التي استخدمها كل من سفارز وسكولوف.

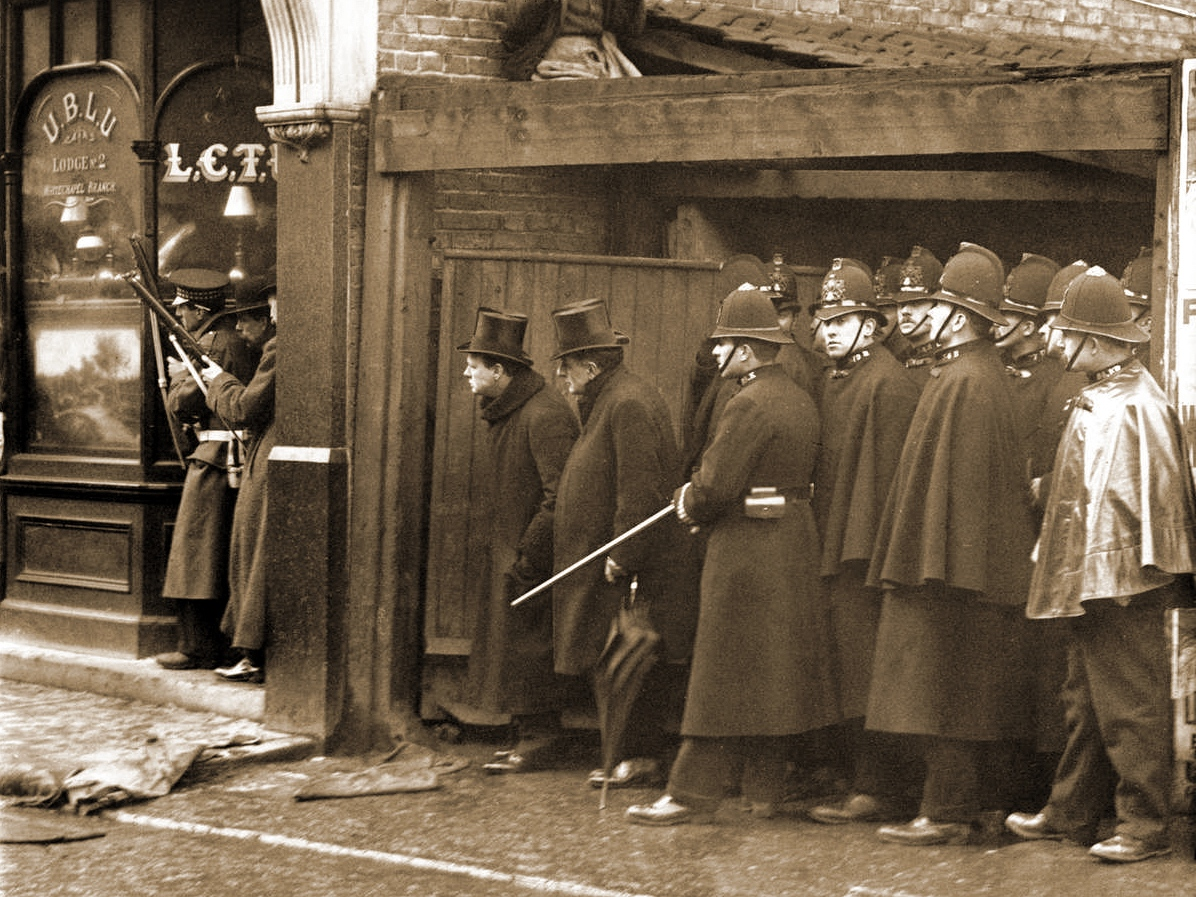
تشرشل يراقب الأحداث في شارع سيدني.

وبحلول الساعة 9:00 صباحًا، اتضح أن الشخصين المُسلحين لديهم أسلحة متقدمة وذخيرة وافرة. اتصل ضباط الشرطة المُسئولين بموقع الحادث، المفتش مولفاني والمُراقب العام استارك، بمُساعد المُفوض الرائد فريدريك وودهاوس في سكوتلاند يارد. وبدوره، أجرى اتصالًا هاتفيًا بوزارة الداخلية واستأذن تشرشل في الانفصال عن حرس اسكتلندا، الذي كان مُتمركزًا في برج لندن.وكانت هذه المرة الأولى التي تلجأ فيها الشرطة للمُساعدة العسكرية في لندن للتعامل مع الحصار المُسلح. وصل 21 متطوع رماة من الحرس في حوالي الساعة 10:00 صباحًا واتخذوا مواقع إطلاق النار في نهاية كل شارع وفي المنازل المُقابلة. واستمر إطلاق النار دون أن يعلن عن فوز أي جانب.

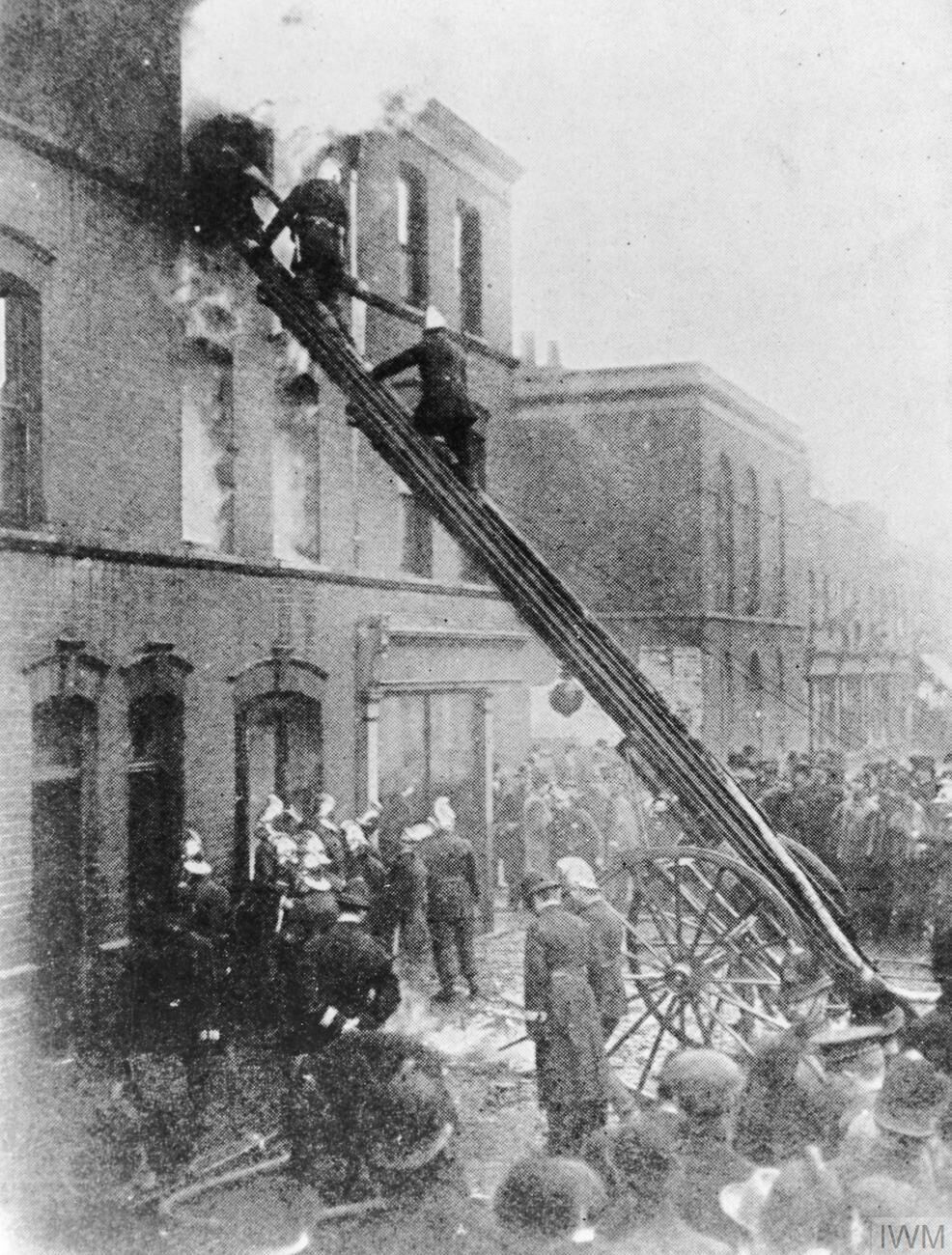
تعامل رجال الإطفاء مع الحريق في 100 شارع سيدني بعد نهاية الحصار.

وصل تشرشل إلى ساحة المعركة في الساعة 11:50 صباحًا ليُباشر الحادث بنفسه. وصرح لاحقًا عن اعتقاده بأن الحشد لم يُقابله بصدر رحب، لأنه سمع الشعب يُناشد قائلًا: «لا تسمحوا لهم بالدخول». ويُشير بذلك إلى شرطة هجرة الحزب الليبرالي، التي سمحت بتدفق الهجرة من روسيا. كان الدور الذي لعبه تشرشل أثناء الحصار يشُوبه الغموض. وذكر كاتبا سيرته الذاتية، بول أديشن وروي جنكينز، أنه لم يعطِ أي أوامر تنفيذية للشرطة. ولكن يذكر تاريخ سرد الأحداث الخاص بشرطة العاصمة أن أحداث شارع سيدني كانت إحدى القضايا النادرة جدًا، التي اتخذت فيها وزارة الداخلية قرارات القيادة التنفيذية. وبعد ذلك، في رسالة لجريدة التايمز، وضح تشرشل دوره أثناء تواجده في ساحة المعركة: 
| حصار شارع سيدني | لم أتدخل بأي طريقة في الترتيبات التي وضعتها سلطات الشرطة في موقع الحادث. ولم أفرض تلك السلطات أو أتجاوزها. لقد كانت الشرطة تتمتع بالحرية المُطلقة في التصرف طوال المعركة. ولم أرسل لإحضار المدفعية أو المُهندسين. ولم يتم استشارتي فيما يجب الإرسال إليه. | حصار شارع سيدني |

بلغ إطلاق النار ذروته بين الجانبين في ما بين الساعة 12:00 و12:30 مساءًا، ولكن في الساعة 12:50 تصاعد الدخان من مدخنات المبنى ومن نوافذ الطابق الثاني. ولم يثُبت كيف بدأ الحريق، وسواءً كان ذلك بمحض الصدفة أو بفعل فاعل. انتشر الحريق ببطء. وبحلول الساعة 1:30، سيطر الحريق وامتد إلى الطوابق الأخرى. ووصلت كتيبة أخرى من الحرس الاسكتلاندي تحمل معها رشاش ماكسيم الذي لم يُستخدم من قبل. وبعد ذلك بقليل، أخرج سكولوف رأسه من النافذة فأصابه أحد الجنود وسقط بالداخل. طلب أحد كبار ضباط فرقة إطفاء لندن، الذي شهد الحادث، الإذن لإطفاء الحريق، ولكن رُفض طلبه. اقترب رجل الإطفاء من تشرشل يطلب منه إلغاء القرار، ولكن أيد وزير الداخلية قرار الشرطة. وكتب تشرشل لاحقًا: 
| حصار شارع سيدني | تدخلت حينئذ لتسويةالنزاع في أجواء مُتوترة. وأخبرت ضابط فرقة الإطفاء في ظل سلطتي كوزير الداخلية أن المنزل كان مُعرضًا للاحتراق وأن عليه الاستعداد لمنع انتشار الحريق. | حصار شارع سيدني |

بحلول الساعة 2:30 مساءً، توقف إطلاق النار داخل المنزل. اقترب أحد المُحققين، الذي شهد الحادث، من الحائط ودفع الباب ففُتح، قبل التراجع. تقدم آخران من ضباط الشرطة وبعض الجنود وانتظروا خروج أفراد العصابة. ولكن لم يخرج أحد، وبانهيار جزء من السطح، أصبح واضحًا للناظرين أن الرجال قد فارقوا الحياة؛ وسُمح لفرقة إطفاء الحريق إطفاء النيران. وفي الساعة 2:40، غادر تشرشل موقع الحادث. وكان ذلك تقريبًا في الوقت الذي وصلت فيه مدفعية الفرسان الملكي جالبة معها 13 باوندر من قطع المدفعية الميدانية. وعندما دخل رجال الإطفاء المبنى لإخماد النار، عثروا على جثة سكولوف، التي أخرجوها. وانهار حائط على مجموعة تتكون من خمسة رجال إطفاء، وتم نقلهم إلى مستشفى لندن. أصيب أحد رجال الإطفاء، المُشرف تشارلز بيرسن، بكسر في العمود الفقري، وفارق الحياة بسبب إصابته؛ وكان ذلك بعد مرور ستة أشهر على الحصار. وبعد تقديم الدعم للمبنى، استأنف رجال الإطفاء عملية البحث في المبنى. وفي حوالي الساعة 6:30 مساءً، تم العثور على الجثة الثانية، الخاصة بسفارز والتي نُقلت إلى المشرحة.

## النتائج

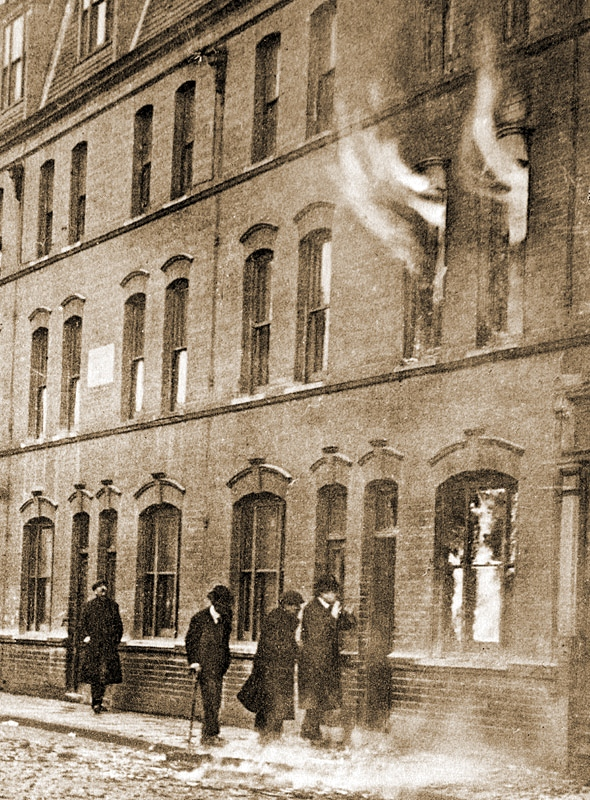
يُعاين المُحققون المنزل في 100 شارع سيدني في نهاية الحصار.

صورت كاميرات باثي نيوز الحصار، وكان هذا أحد أول تقاريرهم، وأول حصار يتم تصويره في فيلم، وتضمنت اللقطات صورة تشرشل من بين الحاضرين. وعندما عُرضت نشرة الأخبار في السينما، ظهر تشرشل من بين الحشد يُصيح هاتفًا: «أطلق النار عليه». أثار حضوره جدل الكثيرين وعلق زعيم المعارضة، آرثر بلفور قائلًا: «كان (تشرشل)، أنا أتفهم الأمر، بعبارة عسكرية، في ما عُرف بمنطقة النيران. كان تشرشل وأحد المصورين يُخاطرون بأرواحهم الغالية، وأنا أفهم ما كان يفعله المُصور، ولكن ما الذي كان يفعله الرجل المُحترم؟ هذا ما لم أفهمه حينها ولا أفهمه الآن». يرى جنكينز «أنه ذهب ببساطة لأنه لا يستطيع أن يُقاوم الذهاب ليرى المشهد المُسلي بنفسه».
في يناير، أُجري التحقيق في حالات الوفاة التي وقعت في هاوندزديتش وشارع سيدني. واستغرقت هيئة المحلفين 15 دقيقة لتستنتج أن الجثتين، الذين تم العثور عليهما كانتا لسفارز وسكولوف، وأن جاردستين وغيره قام بقتل كل من توكر وبينتلي وتشووت في طور محاولة السطو. وفي يوم 2 فبراير، أُلقي القبض على روزين في مقر عمله بشارع ويل بهاكني. وفي يوم 15 فبراير، ألقي القبض على هوفمان. استمرت إجراءات رفع الدعوى من ديسمبر 1910، مع ظهور ميلستين تراسيجونزيكي، حتى مارس 1911؛ واشتملت هوفمان من يوم 15 فبراير. تكونت المرافعات من 24 جلسة استماع فردية. وفي شهر فبراير، تم إخلاء سبيل ميلستين لعدم كفاية الأدلة ضدها. وفي شهر مارس، تم إطلاق سراح كل من هوفمان وتراسيجونزيكي وفيدروف بناءً على هذا الأساس.
في شهر مايو، تمت المُرافعة في هذه القضية المُتهم بها أفراد العصابة الأربعة قيد الاعتقال أمام القاضي جرانثمان في محكمة أولد بيلي. واتُهم كل من دوبوف وبيترز بقتل توكر؛ كما وُجهت إلى كل من دوبوف وبيترز وروزين وفاسيليفا تهم التستر على مُجرم مُتهم في جريمة قتل والتآمر مع أشخاص مجهولي الهوية والاتفاق معهم على السطو على متجر هنري صاموئيل هاريس للاستيلاء على بضاعته. استمرت القضية لإحدى عشر يومًا؛ وكانت هناك مشاكل في المرافعات نظرًا لصعوبة فهم اللغة والحياة الشخصية اللاسلطوية الخاصة بالمُتهمين. وانتهت القضية ببراءة جميع المتهمين باستثناء فاسيليفا، الذي ثبُتت إدانته في التأمر على السرقة. وحُكم عليها بالسجن لمدة عامين. ولكن ألغت محكمة الاستئناف إدانته لاحقًا.
بعد الانتقادات التي استهدفت قانون الأجانب إلى حد كبير، قرر تشرشل تقوية التشريع، فعرض مشروع قانون منع الجريمة الخاص بالأجانب بمُوجب قاعدة العشر دقائق. اعترض النائب جوسيا ويدجوود، وكتب لتشرشل يسأله ألا يُقدم التدابير المُشددة. «أنت تعلم تمامًا مثلي أن الحياة الإنسانية لا تعر اهتمامًا إلى ما يُنتقد بالمُقارنة مع قتل الأفكار وخيانة التقاليد الأجنبية. لن يُصبح مشروع القانون قانونًا».

## الإرث
تعرضت الشرطة للانتقاد في الصحافة لعدم كفاءة أسلحتها. وفي 12 يناير عام 1911، أُجريت التجارب على العديد من الأسلحة البديلة. وكانت نتيجة المُحاولات أن استبدلت شرطة العاصمة، في أواخر هذا العام، مسدس ويبلي بويبلي وسكوت مسدسات أوتوماتيكية عيار 32. واعتمدت شرطة مدينة لندن نفس السلاح عام 1912.
تفرق أعضاء المجموعة بعد هذه الأحداث. لم يظهر بيتر الرسام، ولم تأت أخبار عنه. وكان من المُفترض أنه غادر البلاد. ومن المُحتمل أنه ظهر مرات عديدة في السنوات التي تلت ذلك، ولكن لم يثُبت أي منها. عاد جاكوب بيترز إلى روسيا، وصعد ليتولى منصب نائب رئيس تشيكا، هيئة الطوارئ الروسية لمكافحة الثورة المضادة والتخريب، وتم إعدامه في حملة التطهير التي قام بها جوزيف ستالين عام 1938. أُصيبت تراسيجونزيكي بانهيار عصبي، وظلت فترة في مستشفى الأمراض النفسية في كولني هاتش، ولم يُعرف شيء عن مصيرها النهائي وتاريخ وفاتها. واختفى كل من دوبوف وفيدروف وهوفمان من السجلات. وقضت فاسيليفا ما تبقى من حياتها في الطرف الشرقي للندن وفارقت الحياة في بريك لين عام 1963. وغادر سمولر البلاد عام 1911 وسافر إلى باريس، واختفى بعد ذلك. وهاجرت ميلستين لتعيش في الولايات المتحدة لاحقًا.
كان الحصار بمثابة مصدر الإلهام لكتابة المشهد الأخير في النسخة الأصلية من فيلم الرجل الذي عُرف أكثر من اللازم عام 1934 للكاتب ألفريد هتشكوك؛ وتم تصوير القصة كاملة عام 1960 في فيلم حصار شارع سيدني. 142 كما كان الحصار أيضًا مصدر إلهام لكتابة روايتي حصار شارع سيدني عام 1960 للكات فريدريك أوجتون والموت خارج الموسم عام 1993 للكاتب إيمانويل ليتفينوف.
في سبتمبر عام 2008، أطلق مجلس برج هامليتس بمقاطعة لندن اسم بيتر هاوس وبينتر هاوس على برجين سكنيين في شارع سيدني؛ كان بيتر الرسام هو الشخص الوحيد المُتورط بنسبة صغيرة في الأحداث، ولم يتواجد في الحصار. ونُقش الاسم على المباني التي تُطلق على بيتر الرسام بطل مخالف للعرف. أثار القرار غضب اتحاد شرطة العاصمة، ولكن ذكر المتحدث باسم المجلس أنه «لا يُوجد دليل يُثبت أن بيتر الرسام قتل رجال الشرطة الثلاث، لذلك فإننا كنا نعلم أننا لم نطلق اسم شخص قاتل على المبنى... ولكنه الاسم الذي يربط سكان الطرف الشرقي بحصار شارع سيدني». وفي ديسمبر عام 2010، وعقب مرور مائة عام على أحداث هاوندزديتش، رُفع الستار عن النصب التذكاري الخاص بقتلى رجال الشرطة الثلاث بالقرب من الموقع. وبعد مرور ثلاثة أسابيع، وفي ذكرى الحصار، رُفع الستار عن النصب تكريمًا لبيرسن، رجل الإطفاء الذي فارق الخياة بسبب انهيار المبنى فوقه.